# Hrabstwo Kiowa (Kolorado)

Piramida wieku hrabstwa

Hrabstwo Kiowa (ang. Kiowa County) – hrabstwo w stanie Kolorado w Stanach Zjednoczonych.

## Geografia
Według spisu z 2000 roku obszar całkowity hrabstwa obejmuje powierzchnię 1785,76 mili2 (4625,1 km²), z czego 1770,99 mili2 (4586,84 km²) stanowią lądy, a 14,76 mili2 (38,23 km²) stanowią wody. Według szacunków United States Census Bureau w roku 2012 miało 1444 mieszkańców. Jego siedzibą administracyjną jest Eads.

### Miasta
- Eads
- Haswell
- Sheridan Lake

### CDP
- Brandon
- Towner